# Butirronitrile
Il butirronitrile è il composto chimico di formula CH3CH2CH2CN. In condizioni normali è un liquido incolore volatile, con odore etereo, poco solubile in acqua, ma miscibile con solventi organici come etanolo, etere dietilico e dimetilformammide. È un nitrile organico molto più tossico dell'acetonitrile.

## Sintesi
Il composto è stato sintetizzato per la prima volta nel 1847. Industrialmente si ottiene dalla ammonossidazione del butanolo:
{\displaystyle {\ce {C3H7CH2OH\ +\ NH3\ +\ O2->C3H7CN\ +\ 3H2O}}}

## Usi
L'uso principale è nella sintesi dell'amprolium, un medicinale usato contro la coccidiosi del pollame. Nei laboratori di ricerca la miscela propionitrile/butirronitrile 4:5 vol/vol trova impiego in studi di elettrochimica a bassa temperatura, dato che permette di lavorare in soluzione fluida fino a circa −120 °C (153 K). Sotto questa temperatura la miscela gela formando un vetro trasparente e per questo trova applicazione anche in studi di spettroscopia a 77 K.

## Tossicità / Indicazioni di sicurezza
Il butirronitrile è un composto tossico per inalazione, ingestione e contatto cutaneo. Reagendo con acidi può liberare acido cianidrico. Non risultano dati indicanti effetti cancerogeni.